# Микита Готський

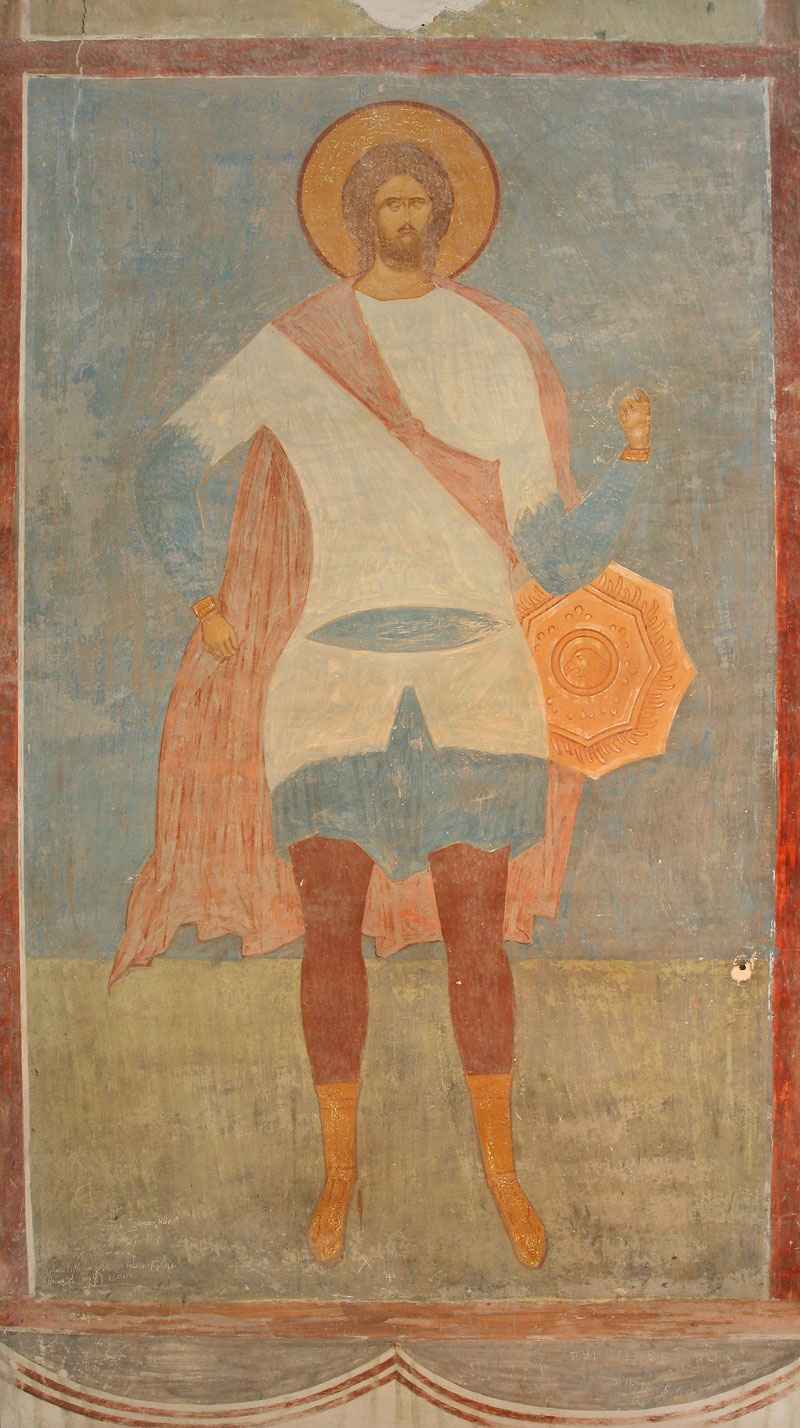
Великомученик Микита, ікона XVII століття

Микита або Микита Готський (дав.-гр. Νικήτας ὁ Γότθος; ? — 372) — готський воїн і святий, шанований у лику великомученика. День пам'яті — 15 вересня.

## Життєпис
Святий Микита був готським воїном і жив на східному боці річки Дунай у межах нинішньої Румунії в середині IV століття.
У молодості його навернув до християнства і охрестив готський єпископ Феофіл, учасник I Вселенського собору. Святий Микита згодом висвятився на священника. Атанаріх, король остроґотів, криваво переслідував християн, змушував їх поклонятися поганському божкові, а тих, хто відмовлявся, вбивав. Микиту, який проповідував християнство, ідолопоклонники спалили живцем 15 вересня 378 року. Друг святого Микити, християнин Маріан, вночі відшукав тіло мученика, переніс його і поховав у Кілікії. Згодом воно було перенесене до Константинополя. Частину мощей Микити пізніше перенесли у Сербію.